# Surattha
Surattha és un gènere d'arnes de la família Crambidae. El gènere va ser sinònimitzat amb Prionapteryx per Stanisław Błeszyński el 1967. El seu estatus va ser posteriorment revisat per Graziano Bassi i Wolfram Mey el 2011.

## Taxonomia
- Surattha africalis (Hampson, 1919)
- Surattha albipunctella Marion, 1957
- Surattha albistigma Wileman & South, 1918
- Surattha albostigmata Rothschild, 1921
- Surattha amselella Błeszyński, 1965
- Surattha carmensita (Błeszyński, 1970)
- Surattha diffusilinea Hampson, 1919
- Surattha fuscilella Swinhoe, 1895
- Surattha invectalis Walker, 1863
- Surattha luteola Bassi & Mey in Mey, 2011
- Surattha margherita Błeszyński, 1965
- Surattha nigrifascialis (Walker, 1866)
- Surattha obeliscota Meyrick, 1936
- Surattha rufistrigalis Fawcett, 1918
- Surattha soudanensis Hampson, 1919
- Surattha strioliger Rothschild, 1913